# تسا پارکینسون
تسا پارکینسون (انگلیسی: Tessa Parkinson؛ زادهٔ ۲۲ سپتامبر ۱۹۸۶) قایقران قایق بادبانی اهل استرالیا است.